# لودفيغ لأبحاث السرطان
لودفيغ لأبحاث السرطان هو مجتمع دولي من العلماء يركز على بحوث السرطان، بهدف الوقاية منه والسيطرة عليه. تضم المؤسسة معهد لودفيغ لأبحاث السرطان، وهي منظمة دولية غير ربحية أسسها رجل الأعمال الخيري دانيال ك. لودفيغ في عام 1971. يقع المقر الرئيس للمعهد في مدينة نيويورك، ولديه مكتب أوروبي يقع في زيورخ. هناك حاليا ثلاثة فروع لمعهد لودفيغ: لودفيغ لوزان، لودفيغ أكسفورد، ولودفيغ برينستون. بالإضافة إلى ذلك، توجد ستة مراكز لودفيغ في مؤسسات رائدة في جميع أنحاء الولايات المتحدة. يُعرف المعهد والفروع والمراكز مجتمعة باسم أبحاث لودفيغ للسرطان.
منذ تأسيسه في عام 1971، خصصت أبحاث لودفيغ للسرطان أكثر من 2.5 مليار دولار أمريكي لدعم أبحاث السرطان. يركز المعهد على كل من الأبحاث الصرفة والأبحاث الترجمية، مع اهتمام خاص بمجالات مثل علم الخلية، وعلم الجينوم، وعلم المناعة، وعلم الأعصاب، والوقاية، وتأشير الخلية، والخلايا الجذعية، والعلاجات، وعلم الأحياء الورمية، بالإضافة إلى التجارب السريرية وتصميم وتطوير جزيئات صغيرة ذات خصائص شبيهة بالأدوية. ويركز باحثوها أيضًا على أنواع معينة من الأورام الخبيثة، بما في ذلك سرطان الدماغ، وسرطان الثدي، وسرطان القولون، وسرطان الجلد الخبيث.

## المؤسس والتاريخ
كان دانييل ك. لودفيغ رجل أعمال بارزًا في مجال الشحن والعقارات. وُلِد في ساوث هافن في ميشيغان عام 1897، واستخدم قرضًا بقيمة 5000 دولار من والده لإنشاء شركة عالمية قائمة على أسطول من ناقلات النفط العملاقة. في الستينيات والسبعينيات من القرن العشرين، كان لودفيغ من بين أغنى الرجال في العالم، حيث كان يمتلك ما يقرب من 200 شركة.
أسس معهد لودفيغ لأبحاث السرطان منظمةً مستقلةً في عام 1971، وهو العام نفسه الذي أعلن فيه صديقه الرئيس ريتشارد نيكسون عن " الحرب على السرطان "، التي أعلنها صديقه، مما أدى إلى إنشاء المعهد الوطني للسرطان في الولايات المتحدة. كان لودفيغ يؤمن أن مكافحة السرطان تتطلب أفضل العقول، وأفضل الظروف، وأفضل الموارد لتحقيق هذا الهدف، وهو المبدأ الذي لا يزال يوجه أبحاث لودفيغ للسرطان حتى اليوم.
موّل دانييل ك. لودفيغ المعهد من خلال تخصيص جميع أصوله الأجنبية من أعماله التجارية له. عند وفاته في عام 1992، بلغ حجم هذه الهبة أكثر من 700 مليون دولار، وبحلول عام 2012، ارتفعت إلى أكثر من 1.2 مليار دولار.
بعد وفاة لودفيغ، خُصصت أصوله داخل الولايات المتحدة أيضًا في صندوق ائتماني لدعم جهود إضافية في أبحاث السرطان، مما أدى إلى إنشاء مراكز لودفيغ في ست مؤسسات بحثية عام 2006. منذ عام 2012، أصبح يُعرف المعهد وفروعه ومراكزه مجتمعة باسم أبحاث لودفيغ للسرطان. فبشكل عام، التزمت أبحاث لودفيغ للسرطان بأكثر من 2.5 مليار دولار أمريكي لدعم أبحاث السرطان حول العالم منذ عام 1971.

## الرسالة والأهداف
الهدف الأساسي لأبحاث لودفيغ للسرطان هو الوقاية من السرطان والسيطرة عليه من خلال الأبحاث الصرفة والانتقالية.

## البحث

### العلاج المناعي
شارك لويد جيه أولد [الإنجليزية]، المدير السابق للمنظمة ورئيسها العلمي، في اكتشاف عامل نخر الورم (TNF) ومثبط الورم بي53. ساهم في فرضية المراقبة المناعية، التي مهدت الطريق للعلاجات المناعية الحديثة للسرطان.
قدم تييري بون، المدير السابق لفرع المنظمة في بروكسل، مساهمات أساسية في مجال العلاج المناعي للسرطان. في أواخر السبعينيات، كان النموذج السائد لتكوّن السرطان يفترض أن الأورام الناشئة تلقائيًا لا تحفز استجابة مناعية. لكن بون وفريقه أثبتوا العكس،حيث كانوا أول من عزل جينات ترمز لمستضدات الورم وأظهروا أن الخلايا التائية يمكنها التعرف على الخلايا السرطانية التي تحمل هذه المستضدات واستهدافها. تُختبر هذه النظرية حاليًا في العديد من التجارب السريرية.
اكتشف باحثو لودفيغ في ملبورن واستنسخوا عامل تحفيز مستعمرات الخلايا المحببة-الوحيدة (GM-CSF) بالتعاون مع عالم المناعة الأسترالي دونالد ميتكالف. يلعب هذا العامل دورًا أساسيًا في نضوج خلايا الدم البيضاء وقد استخدم لعقود في مساعدة المرضى الذين يخضعون للعلاج الكيميائي لإعادة بناء جهازهم المناعي. كما يُختبر حاليًا كعامل علاجي بالتزامن مع علاجات مناعية تجريبية أخرى. ويُختبر أيضًا عاملًا علاجيًا بالاشتراك مع العديد من العلاجات المناعية التجريبية للسرطان. أوصت اللجنة الاستشارية للأدوية الخاصة بالأورام [الإنجليزية] التابعة لإدارة الغذاء والدواء الأمريكية مؤخرًا بالموافقة على T-VEC، وهو علاج فيروسي للورم الميلانيني من إنتاج شركة أمجن والذي يشتمل على جين GM-CSF لدعم الاستجابات المناعية المضادة للسرطان.
في ساو باولو، ساهم باحثو لودفيغ في إثبات أن عدوى فيروس الورم الحليمي البشري (HPV) تسبب سرطان عنق الرحم. أجروا أكبر دراسات وبائية حول العدوى بفيروس HPV، ووجدوا أن الإصابة المزمنة بالفيروس، وليس العارضة، تزيد بشكل كبير من خطر الإصابة بسرطان عنق الرحم، مما ساعد في تطوير لقاح HPV.
ساهم باحثو لودفيغ الحاليون والسابقون في تطوير مثبطات نقاط التفتيش [الإنجليزية]، وهي فئة ناشئة من العلاجات المناعية للسرطان. ساعدوا في تحليل الاستجابات المناعية لهذه العلاجات وشاركوا في تقييم أول دواء من هذا النوع في التجارب السريرية لعلاج الورم الميلانيني المتقدم، وقد أدى هذا إلى تطوير معايير جديدة لتقييم استجابات مرضى السرطان للعلاج المناعي في التجارب السريرية.

### إشارات الخلية
ساهمت أبحاث لودفيغ في تحديد مسارات إشارات الخلايا وتطوير علاجات جديدة بناءً على هذه الاكتشافات. على سبيل المثال، تلعب عائلة بروتينات PI3K دورًا مهمًا في إشارات الخلايا التي تغذي السرطان  أدى هذا البحث إلى إنشاء شركة Piramed Ltd.، وهي شركة ناشئة في مجال التكنولوجيا الحيوية تهدف إلى تطوير أدوية لعلاج السرطان بناءً على هذا الاكتشاف، والتي استحوذت عليها لاحقًا شركة روش. تُقيم الآن الأدوية المستندة إلى هذه الاكتشافات لعلاج عديد أنواع السرطان، بما في ذلك سرطان الثدي والرئة.

### الجينوميات
ي مجال علم الجينوم، ساهم باحثو لودفيغ في جامعة جونز هوبكنز في تسلسل مجموعة الجينات الكاملة المعبر عنها في العديد من أنواع السرطان، بما في ذلك سرطان الرأس والعنق، وسرطان القولون، وسرطان الثدي، بالإضافة إلى الورم الأرومي الدبقي متعدد الأشكال (GBM). حقق باحثو لودفيغ في سان دييغو تقدمًا كبيرًا في دراسات ما فوق الجينوم، مما أدى إلى جهود مثل مشروع خارطة الطريق لعلم ما فوق الجينوم التابع للمعاهد الوطنية للصحة.

## القيادة
يشرف مجلس إدارة أبحاث لودفيغ للسرطان على كل من معهد لودفيغ لأبحاث السرطان وصندوق لودفيغ. وعلى الرغم من أن لكل كيان مجلس إدارة منفصل، إلا أن الأعضاء في المجلسين هم أنفسهم. يشغل إدوارد ماكديرموت جونيور، الرئيس والمدير التنفيذي السابق للمعهد، حاليًا منصب رئيس مجلس الإدارة.
تُدير الإدارة التنفيذية جهود المنظمة العالمية في البحث والتطوير.
في ديسمبر 2016، أُعلن عن تعيين تشي فان دانغ [الإنجليزية] مديرًا علميًا جديدًا، وتولى منصبه في يوليو 2017. وهو مسؤول عن تنسيق الجهود والأنشطة البحثية العالمية للمنظمة.

## أعضاء هيئة تدريس بارزين
تشمل الجوائز البارزة التي تلقاها الموظفون السابقون والحاليون التابعون لمؤسسة لودفيغ ما يلي:
جائزة نوبل :
- بيتر راتكليف [24] جائزة نوبل في علم وظائف الأعضاء أو الطب 2019

قلادة العلوم الوطنية (الولايات المتحدة):
- لوسي شابيرو،[25] ميدالية العلوم البيولوجية لعام 2011 [26]
- روبرت وينبرج، [27] ميدالية العلوم البيولوجية لعام 1997 [28]

زملاء الأكاديمية الوطنية للعلوم (الولايات المتحدة): 
- وبستر ك. كافيني[30]
- دون دبليو كليفلاند[31]
- ريتشارد كولودنر [الإنجليزية][32]
- تييري بون[7]
- ألكسندر ي. رودينسكي[33]
- إيرفينج إل. وايسمان [الإنجليزية] [34]
- بيرت فوجلشتاين[35]
- روبرت أ. واينبرغ[27]
- جوان س. بروج [الإنجليزية] [36]
- لوسي شابيرو[25]

أكاديمية العلوم الطبية [الإنجليزية] (المملكة المتحدة): 
- شين لو[38]
- بيتر جيه راتكليف[39]

## المواقع
الفروع والمختبرات 
- بروكسل المختبر في معهد دي دوف في UCLouvain Brussels Woluwe، جامعة لوفان
- لوزان فرع في جامعة لوزان
- نيويورك المختبر التعاوني في كلية طب ويل كورنيل
- أكسفوردفرع في قسم نوفيلد للطب السريري في جامعة أكسفورد
- برينستون فرع في جامعة برينستون

مراكز لودفيغ 
- بالتيمور : مركز لودفيغ في جامعة جونز هوبكينز
- بوسطن : مركز لودفيغ في كلية الطب بجامعة هارفارد
- بوسطن : مركز لودفيغ في معهد ماساتشوستس للتقانة
- شيكاغو : مركز لودفيغ في جامعة شيكاغو
- مدينة نيويورك : مركز لودفيغ في مركز ميموريال سلون كيترينج للسرطان [الإنجليزية]
- بالو ألتو : مركز لودفيغ في جامعة ستانفورد

## روابط خارجية
- الموقع الرسمي